# Alfredo Moreno Echeverría
Alfredo Moreno Echeverría (Santiago de Chile; 11 de febrero de 1982) es un político chileno y jinete de rodeo. Se desempeñó como integrante de la Convención Constitucional desde el 4 de julio de 2021 hasta el 4 de julio de 2022. Es el director de la Escuadra Ecuestre Palmas de Peñaflor y presidente de la Federación del Rodeo Chileno.

## Carrera deportiva
En el aspecto deportivo es jinete de rodeo chileno, director y representante del Criadero Palmas de Peñaflor. Junto a Luis Eduardo Cortés se proclamó campeón del Campeonato Nacional de Rodeo de 2022 montando a Bien Pagada y Lunática, obteniendo 41 puntos buenos.

### Campeonatos nacionales
| Año  | Collera             | Caballos                   | Puntaje | Asociación   |
| ---- | ------------------- | -------------------------- | ------- | ------------ |
| 2022 | Luis Eduardo Cortés | "Bien Pagada" y "Lunática" | 41      | Santiago Sur |

## Carrera política
En el aspecto político se presentó como candidato a ser integrante de la Convención Constitucional en representación del 17.º distrito, Región del Maule. Obtuvo 11 343 votos, correspondientes a un 4,98 % del total de sufragios válidamente emitidos, siendo elegido como tal.

### Historial electoral

#### Elecciones de convencionales constituyentes de 2021
- Elecciones de convencionales constituyentes de 2021, para convencional constituyente por el distrito 17 (Curicó, Hualañé, Licantén, Molina, Rauco, Romeral, Sagrada Familia, Teno, Vichuquén, Talca, Constitución, Curepto, Empedrado, Maule, Pelarco, Pencahue, Río Claro, San Clemente y San Rafael)[8]

| Candidato                     | Pacto                            | Partido     | Votos  | %     | Resultados   |
| ----------------------------- | -------------------------------- | ----------- | ------ | ----- | ------------ |
| Roberto Celedón Fernández     | Apruebo Dignidad                 | Ind-FRVS    | 23.405 | 10,28 | Convencional |
| Bárbara Rebolledo Aguirre     | Vamos por Chile                  | Ind-Evópoli | 18.094 | 7,95  | Convencional |
| María Elisa Quinteros Cáceres | Asamblea Popular por la Dignidad | Ind         | 12.495 | 5,49  | Convencional |
| Alfredo Moreno Echeverría     | Vamos por Chile                  | Ind-UDI     | 11.334 | 4,98  | Convencional |
| Christian Viera Álvarez       | Lista del Apruebo                | Ind-DC      | 9.161  | 4,02  | Convencional |
| Antonio Walker Prieto         | Vamos por Chile                  | Ind-Evópoli | 8.739  | 3,84  |              |
| Elsa Labraña Pino             | La Lista del Pueblo              | Ind         | 7.375  | 3,24  | Convencional |
| Paola Grandón González        | Apruebo Dignidad                 | FRVS        | 1.199  | 0,53  | Convencional |